# Polyaspinus tuberculatus
Polyaspinus tuberculatus es una especie de arácnido del orden Mesostigmata de la familia Trachytidae.

## Distribución geográfica
Se encuentra en Australia.